# سیارک ۱۱۱۶۹
سیارک ۱۱۱۶۹ (به انگلیسی: 11169 Alkon، نامگذاری:1998FW33) یازده هزار و صد و شصت و نهمین سیارک کشف شده‌است که در ۲۰ مارس ۱۹۹۸ کشف شد.
قدر مطلق سیارک برابر ۱۷.۸ است.